# Paul Kaye
Paul Kaye (Londra, 15 dicembre 1964) è un attore e comico inglese.

## Biografia
Paul Kaye è nato a Londra, nel sobborgo di Upper Clapton, ed ha raggiunto la notorietà come comico interpretando a partire dal 1995 il personaggio di Dennis Pennis al The Sunday Show della BBC. Un altro dei suoi personaggi più recenti è quello del volgare avvocato del New Jersey Mike Strutter nello show Strutter di MTV. Ha rivestito inoltre numerosi ruoli in produzioni cinematografiche e serie televisive, come ad esempio Vincent la volpe per la serie BBC Mongrels e Thoros di Myr nella serie HBO Il Trono di Spade (Game of Thrones).
È sposato dal 1989 con Orly Katz da cui ha avuto due figli: Jordan (1991) e Geffen Raphael (2002).

## Filmografia parziale

### Cinema

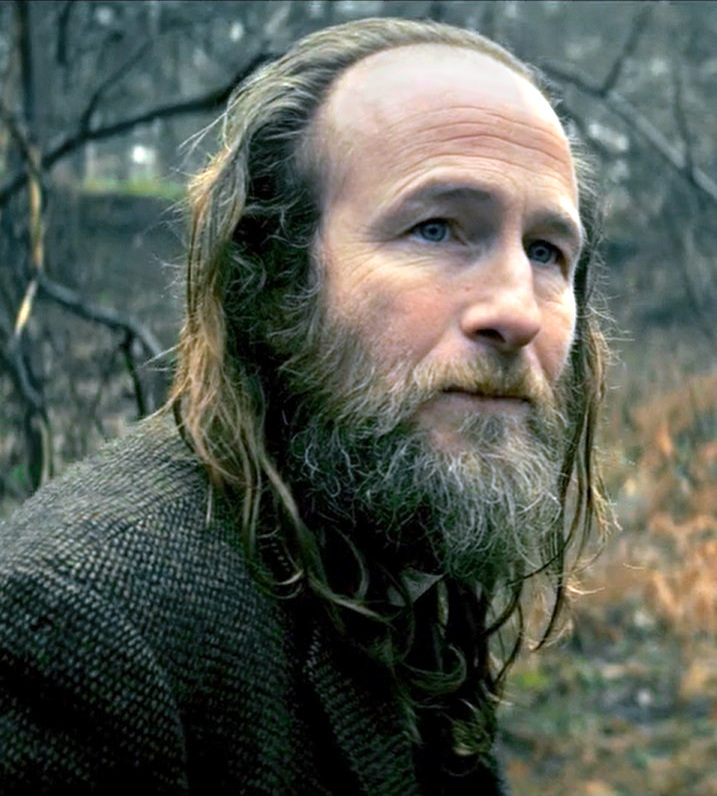
Kaye nel Blackwood, 2013

- Blackball, regia di Mel Smith (2003)
- Agente Cody Banks 2 - Destinazione Londra (Agent Cody Banks 2: Destination London), regia di Kevin Allen (2004)
- It's All Gone Pete Tong, regia di Michael Dowse (2004)
- Spivs, regia di Colin Teague (2004)
- L'alba dei morti dementi (Shaun of the Dead), regia di Edgar Wright (2004)
- Short Order, regia di Anthony Byrne (2005)
- Match Point, regia di Woody Allen (2005)
- WΔZ, regia di Tom Shankland (2007)
- Cass, regia di Jon S. Baird (2008)
- Murder in Mind, regia di Justin McArdle (2009)
- Malice in Wonderland, regia di Simon Fellows (2009)
- The Big I Am, regia di Nic Auerbach (2010)
- Infedele per caso (The Infidel), regia di Josh Appignanesi (2010)
- Anuvahood, regia di Adam Deacon e Daniel Toland (2011)
- 8 Minutes Idle, regia di Mark Simon Hewis (2012)
- Pusher, regia di Luis Prieto (2012)
- Blackwood, regia di Adam Wimpenny (2013)
- Dracula Untold, regia di Gary Shore (2014)
- Tomorrow, regia di Martha Pinson (2015)
- Pan - Viaggio sull'isola che non c'è (Pan), regia di Joe Wright (2015)
- Catherine (Catherine Called Birdy), regia di Lena Dunham (2022)
- The Offering, regia di Oliver Park (2023)

### Televisione

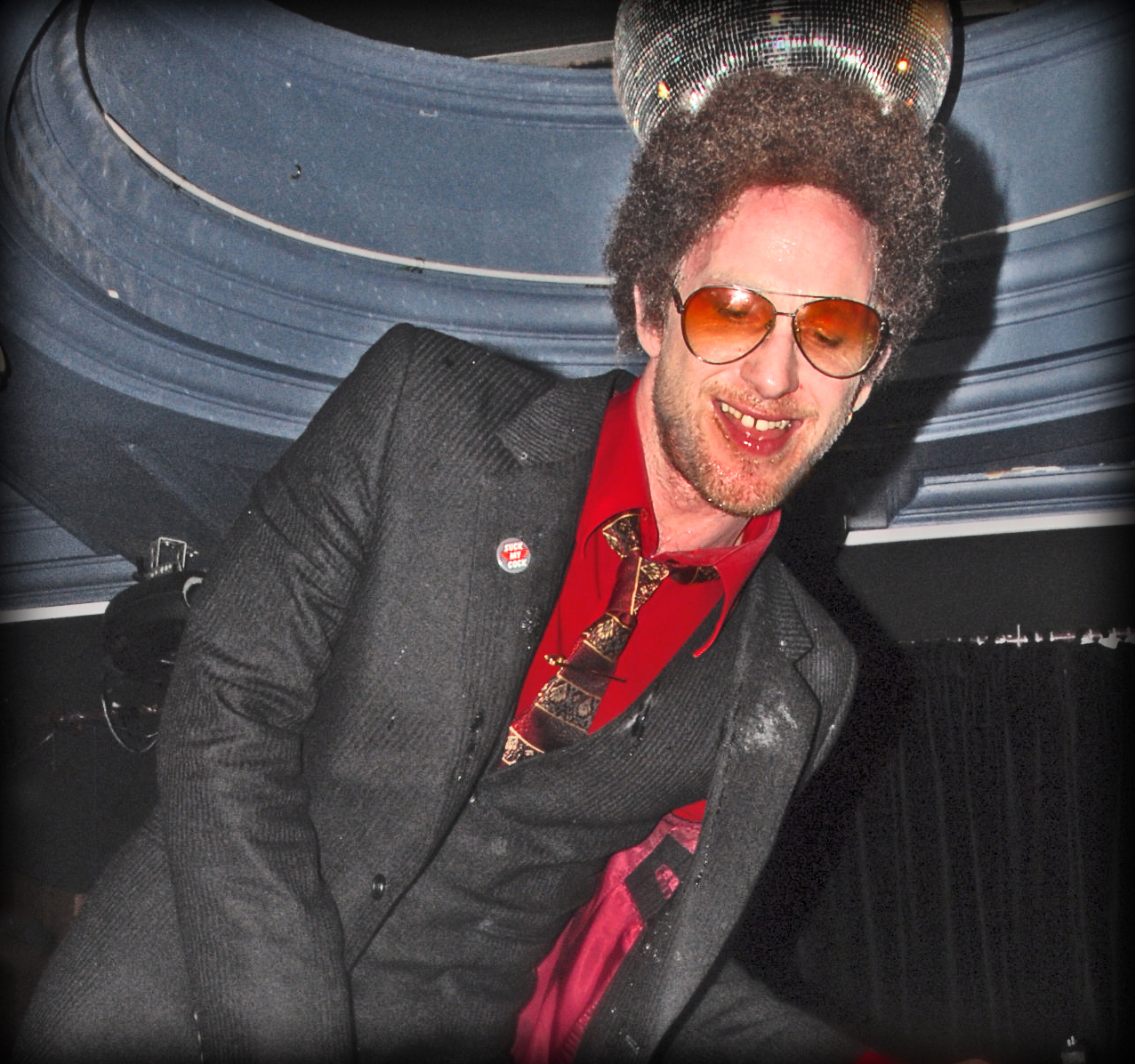
Paul Kaye nei panni di Mike Strutter nel 2008

- Perfect World – serie TV, 13 episodi (2000-2001)
- Two Thousand Acres of Sky – serie TV, 16 episodi (2001-2003)
- Waking the Dead – serie TV, 2 episodi (2004)
- Miss Marple (Agatha Christie's Marple) – serie TV, episodio 2x04 (2006)
- Kingdom – serie TV, 3 episodi (2007-2009)
- Chop Socky Chooks – serie TV, 26 episodi (2008)
- Pulling – serie TV, 4 episodi (2008-2009)
- L'ispettore Barnaby (Midsomer Murders) – serie TV, episodio 12x07 (2009)
- Mongrels – serie TV, 17 episodi (2010-2011)
- Candy Cabs – serie TV, 3 episodi (2011)
- Stella – serie TV, 4 episodi (2013)
- Il Trono di Spade (Game of Thrones) – serie TV, 10 episodi (2013, 2016-2017)
- Ripper Street – serie TV, 1 episodio (2013)
- Lilyhammer – serie TV, 4 episodi (2013-2014)
- Inside No. 9 – serie TV, 1 episodio (2015)
- Jonathan Strange & Mr Norrell – miniserie TV, 7 episodi (2015)
- The Interceptor – serie TV, 1 episodio (2015)
- SunTrap – serie TV, 1 episodio (2015)
- Humans – serie TV, 2 episodi (2015)
- Doctor Who – serie TV, 2 episodi (2015)
- Three Girls – miniserie TV, 3 puntate (2017)
- Good Omens – serie TV, episodio 1x04 (2019)
- After Life – serie TV, 12 episodi (2019-2020)
- Year of the Rabbit – serie TV, 6 episodi (2019)
- Caterina la Grande (Catherine the Great), regia di Philip Martin – miniserie TV, 4 puntate (2019)
- Vera – serie TV, 15 episodi (2019-2023)
- The Stranger, regia di Daniel O'Hara e Hannah Quinn – miniserie TV, 8 puntate (2020)
- The Third Day, regia di Marc Munden e Philippa Lowthorpe – miniserie TV, 3 puntate (2020)
- Pennyworth – serie TV, 5 episodi (2022)
- Shardlake, regia di Justin Chadwick – miniserie TV (2024)

### Cortometraggi
- Pieces, regia di Jack Weatherley (2013)

## Doppiatori italiani
Nelle versioni in italiano delle opere in cui ha recitato, Paul Kaye è stato doppiato da:
- Franco Mannella in Dracula Untold, Catherine
- Dario Oppido in Caterina la Grande, The Offering
- Alessio Cigliano ne Il Trono di Spade
- Luca Ghignone in Pusher
- Riccardo Rossi in After Life
- Fabrizio Russotto in The Stranger
- Fabrizio Temperini in The Third Day
- Stefano Benassi in Shardlake
- Pasquale Anselmo in Vera (st. 9, 11-12)
- Alberto Angrisano in Vera (st. 10)

Da doppiatore è stato sostituito da:
- Valerio Amoruso in The Dark Pictures: The Devil in Me